# Darbul
Darbul (arab. دربل) – miejscowość w Syrii, w muhafazie Damaszek. W 2004 roku liczyła 2049 mieszkańców.